# Società Sportiva Calcio Napoli 2019-2020
Questa voce raccoglie le informazioni riguardanti la Società Sportiva Calcio Napoli nelle competizioni ufficiali della stagione 2019-2020.

## Stagione

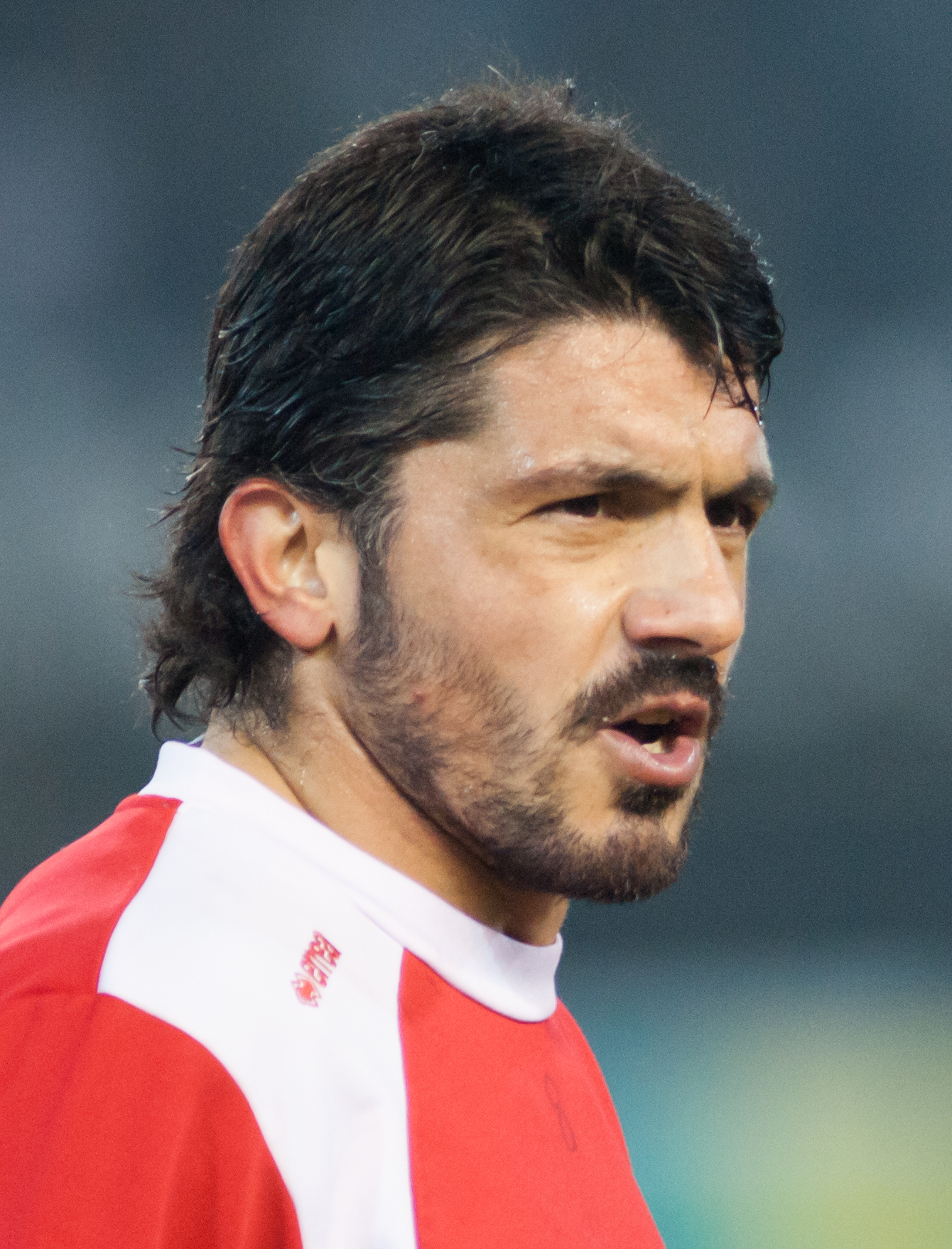
Gennaro Gattuso, subentrato a dicembre sulla panchina azzurra, traghetta la squadra alla vittoria della Coppa Italia

La stagione 2019-2020 coincide con l'ottava partecipazione del club alla Champions League per la cui fase a gironi gli azzurri vengono inseriti nel girone dei detentori del Liverpool; l'esordio nel torneo avviene contro gli stessi Reds, sconfitti per 2-0 al San Paolo. L'avvio di campionato vede il Napoli attestarsi fugacemente al terzo posto, ma poi subentrano una serie di problematiche, in particolar modo a centrocampo, che causano un crollo nel rendimento della squadra; la situazione costringe l'allenatore Carlo Ancelotti a virare verso un 4-4-2, il che però fa sorgere varie incomprensioni tra difesa e centrocampo (sono diversi i gol subiti a causa di un'inefficace difesa a zona), buchi in mediana e mancanza di precisione in porta. Molto influenti a posteriori sono state le cessioni di Jorginho nell'estate 2018, del capitano Hamšík nell'inverno seguente e di Diawara e Albiol nell'estate 2019, tutti giocatori a cui non stati trovati sostituti adeguati, sostituendo solo Albiol con Kōstas Manōlas. Il Napoli conquista solo 12 punti in undici partite tra la 5ª e la 15ª giornata, si ritrova per due mesi senza vittorie in campionato e scivola al settimo posto in classifica.
Nonostante questo deludente piazzamento in Serie A, il 10 dicembre 2019 la squadra batte per 4-0 il Genk nella fase a gironi della Champions League e conquista il secondo posto nel girone, alle spalle del Liverpool, che vale la qualificazione agli ottavi di finale del torneo. Ciò però non evita la fine del rapporto con Ancelotti, sostituito da Gennaro Gattuso a partire dal giorno seguente. Nell'immediato, l'avvicendamento tecnico non sortisce effetti, tant'è che il Napoli chiude il suo deludente girone di andata con un imbarazzante undicesimo posto, a –11 dalla quella zona Champions che era l'obiettivo d'inizio stagione e, con la sconfitta contro la Fiorentina per 2-0, arriva addirittura alla quarta sconfitta consecutiva in casa e tre punti in cinque partite con il tecnico calabrese.
Nel calciomercato invernale la società si rafforza, soprattutto a centrocampo (reparto che aveva palesato la sua inconsistenza nella prima metà dell'annata) con l'acquisto di Matteo Politano dall'Inter, Diego Demme dal Lipsia e Stanislav Lobotka dal Celta Vigo. Il 26 gennaio 2020 il Napoli batte 2-1 al San Paolo la capolista Juventus, campione in carica, tornando a vincere in casa dopo tre mesi e ottenendo la prima vittoria interna con il tecnico calabrese in campionato; tale risultato segna un cambio di marcia nell'andamento stagionale partenopeo, che torna in corsa per la zona Europa League, con cinque vittorie consecutive. Tuttavia, la squadra accusa un ritardo ormai incolmabile dal quarto posto a causa dei pareggi contro Bologna e Milan e le sconfitte contro il neopromosso Lecce, l'Atalanta e il Parma, dunque il Napoli conclude la stagione al settimo posto con 62 punti, di cui 38 nel girone di ritorno (il terzo migliore del campionato dietro all'Atalanta e al Milan) e venti in meno rispetto alla stagione 2015-2016 in cui il tecnico Sarri esordì con il club. D'altra parte, il cammino nella massima competizione europea risulta decisamente migliore: dopo aver superato il girone, gli azzurri affrontano il Barcellona agli ottavi di finale, contro cui ottengono un pareggio per 1-1 all'andata a Napoli: nell'occasione la rete dei padroni di casa viene segnata da Mertens, il quale appaia Hamšík nella classifica dei migliori marcatori del club, a quota 121 gol (tra l'altro nella partita esterna contro il Salisburgo, vinta per 3-2, nella fase a gironi precedentemente ha permesso al belga anche di raggiungere e superare Maradona grazie alla doppietta siglata). Nonostante ciò, gli azzurri vengono eliminati dal torneo in seguito alla sconfitta, per 3-1, maturata nella partita di ritorno al Camp Nou.
Ottimi risultati anche in Coppa Italia. Sconfitto 2-0 il Perugia agli ottavi di finale, gli azzurri, in un percorso difficilissimo contro le favorite, battono la detentrice Lazio ai quarti di finale per 1-0 e poi l'Inter nelle semifinali con un risultato complessivo di 2-1: nel pareggio per 1-1 nella sfida di ritorno al San Paolo va in gol ancora Mertens, il quale assurge a cannoniere assoluto nella storia del Napoli. Raggiunta la finale di coppa per la decima volta nella loro storia, all'Olimpico di Roma gli uomini di Gattuso s'impongono sulla Juventus 4-2 ai tiri di rigore (dopo lo 0-0 dei tempi regolamentari) e sollevano la sesta Coppa Italia della loro storia, a sei anni dalla precedente affermazione. Così, nonostante il settimo posto impedisca di norma al Napoli di prendere parte alle competizioni europee, è ammesso direttamente ai gironi di Europa League per la vittoria della coppa nazionale (ma la qualificazione alla competizione si sarebbe verificata, seppure ai preliminari anziché ai gironi, anche in caso di sconfitta dato che l'altra finalista, la Juventus, era già qualificata ai gironi della Champions League tramite il campionato).

## Divise e sponsor
La Kappa fornisce il materiale tecnico per la quinta stagione consecutiva. Tre gli sponsor che compaiono sulle divise partenopee: allo sponsor principale Acqua Lete, giunto alla quindicesima stagione da partner ufficiale degli azzurri, ritorna come secondo sponsor il marchio MSC Crociere e sulla parte posteriore della maglia, il marchio Kimbo per la quarta stagione di fila. Questa disposizione sussiste esclusivamente nelle gare di campionato, poiché nelle competizioni internazionali è consentito esibire un solo sponsor sulla maglia.
| Casa | Trasferta | Terza divisa | Quarta divisa | 1ª UCL | 2ª UCL |

## Organigramma societario
Area direttiva
- Presidente: Aurelio De Laurentiis
- Vicepresidente: Jacqueline De Laurentiis
- Vicepresidente: Edoardo De Laurentiis

Consigliere Delegato: Andrea Chiavelli
Area organizzativa
- Direttore Amministrativo: Laura Belli
- Direttore Processi Amministrativi e Compliance: Antonio Saracino
- Segretario: Alberto Vallefuoco

Area Marketing
- Head of operations, sales & marketing: Alessandro Formisano

Area Comunicazione
- Dir. Area Comunicazione: Nicola Lombardo
- Addetto Stampa: Guido Baldari

Area Tecnica
- Direttore Sportivo: Cristiano Giuntoli
- Team Manager: Giovanni Paolo De Matteis
- Allenatore: Carlo Ancelotti fino al 10/12/2019, poi Gennaro Gattuso
- Vice allenatore: Davide Ancelotti fino al 10/12/2019, poi Luigi Riccio
- Preparatori atletici: Francesco Mauri e Manuel Morabito fino al 10/12/2019, poi Bruno Dominici e Dino Tenderini
- Match analyst: Simone Montanaro fino al 10/12/2019, poi Marco Sangermani
- Collaboratori tecnici: Francesco Mauri e Simone Montanaro fino al 10/12/2019, poi Massimo Innocenti e Francesco Sarlo
- Preparatori dei portieri: Alessandro Nista e Roberto Perrone

Area Medica
- Responsabile Staff Medico: dottor Raffaele Canonico

## Rosa
Rosa e numerazione aggiornate al 9 gennaio 2020.
| N. |                               | Ruolo | Calciatore                          |
| -- | ----------------------------- | ----- | ----------------------------------- |
| 1  | Italia (bandiera)             | P     | Alex Meret                          |
| 2  | Francia (bandiera)            | D     | Kévin Malcuit                       |
| 4  | Germania (bandiera)           | C     | Diego Demme                         |
| 5  | Brasile (bandiera)            | C     | Allan                               |
| 6  | Portogallo (bandiera)         | D     | Mário Rui                           |
| 7  | Spagna (bandiera)             | A     | José María Callejón (vice capitano) |
| 8  | Spagna (bandiera)             | C     | Fabián Ruiz                         |
| 9  | Spagna (bandiera)             | A     | Fernando Llorente                   |
| 11 | Messico (bandiera)            | A     | Hirving Lozano                      |
| 12 | Macedonia del Nord (bandiera) | C     | Eljif Elmas                         |
| 13 | Italia (bandiera)             | D     | Sebastiano Luperto                  |
| 14 | Belgio (bandiera)             | A     | Dries Mertens                       |
| 18 | Italia (bandiera)             | C     | Amato Ciciretti                     |
| 19 | Serbia (bandiera)             | D     | Nikola Maksimović                   |
| 20 | Polonia (bandiera)            | C     | Piotr Zieliński                     |

| N. |                       | Ruolo | Calciatore                 |
| -- | --------------------- | ----- | -------------------------- |
| 21 | Italia (bandiera)     | A     | Matteo Politano            |
| 22 | Italia (bandiera)     | D     | Giovanni Di Lorenzo        |
| 23 | Albania (bandiera)    | D     | Elseid Hysaj               |
| 24 | Italia (bandiera)     | A     | Lorenzo Insigne (capitano) |
| 25 | Colombia (bandiera)   | P     | David Ospina               |
| 26 | Senegal (bandiera)    | D     | Kalidou Koulibaly          |
| 27 | Grecia (bandiera)     | P     | Orestīs Karnezīs           |
| 31 | Algeria (bandiera)    | D     | Faouzi Ghoulam             |
| 34 | Germania (bandiera)   | C     | Amin Younes                |
| 44 | Grecia (bandiera)     | D     | Kōstas Manōlas             |
| 62 | Italia (bandiera)     | D     | Lorenzo Tonelli            |
| 68 | Slovacchia (bandiera) | C     | Stanislav Lobotka          |
| 70 | Italia (bandiera)     | C     | Gianluca Gaetano           |
| 98 | Brasile (bandiera)    | A     | Leandrinho                 |
| 99 | Polonia (bandiera)    | A     | Arkadiusz Milik            |

## Calciomercato

### Sessione estiva(dal 1º luglio al 2 settembre)
| Acquisti         | Acquisti                 | Acquisti           | Acquisti                    |
| R.               | Nome                     | da                 | Modalità                    |
| ---------------- | ------------------------ | ------------------ | --------------------------- |
| D                | Giovanni Di Lorenzo      | Empoli             | definitivo (9 milioni €)    |
| D                | Kōstas Manōlas           | Roma               | definitivo (36 milioni €)   |
| D                | Lorenzo Tonelli          | Sampdoria          | fine prestito               |
| C                | Amato Ciciretti          | Ascoli             | fine prestito               |
| C                | Elif Elmas               | Fenerbahçe         | definitivo (16,1 milioni €) |
| A                | Leandrinho               | Atlético Mineiro   | fine prestito               |
| A                | Fernando Llorente        |                    | svincolato                  |
| A                | Hirving Lozano           | PSV Eindhoven      | definitivo (35 milioni €)   |
| Altre operazioni |                          |                    |                             |
| R.               | Nome                     | da                 | Modalità                    |
| P                | Nikita Contini           | Siena              | fine prestito               |
| P                | Orestīs Karnezīs         | Udinese            | riscatto, definitivo        |
| P                | Davide Marfella          | Bari               | fine prestito               |
| P                | Alex Meret               | Udinese            | riscatto, definitivo        |
| P                | David Ospina             | Arsenal            | riscatto, definitivo        |
| P                | Luigi Sepe               | Parma              | fine prestito               |
| P                | Maurizio Schaeper        | Viterbese          | fine prestito               |
| D                | Armando Anastasio        | Monza              | fine prestito               |
| D                | Filippo Costa            | Spal               | definitivo                  |
| D                | Luigi D'Ignazio          | Sambenedettese     | fine prestito               |
| D                | Igor Łasicki             | Wisła Płock        | fine prestito               |
| D                | Pio Schiavi              | Juve Stabia        | fine prestito               |
| C                | Michael Folorunsho       | Virtus Francavilla | definitivo                  |
| C                | Alberto Grassi           | Parma              | fine prestito               |
| C                | Zinédine Machach         | Crotone            | fine prestito               |
| C                | Luca Palmiero            | Cosenza            | fine prestito               |
| C                | Mario Francesco Prezioso | Vibonese           | fine prestito               |
| C                | Marko Rog                | Siviglia           | fine prestito               |
| A                | Alfredo Bifulco          | Ternana            | fine prestito               |
| A                | Eugenio D'Ursi           | Catanzaro          | definitivo                  |
| A                | Franco Ferrari           | Genoa              | definitivo                  |
| A                | Roberto Inglese          | Parma              | fine prestito               |
| A                | Luigi Liguori            | Bari               | fine prestito               |
| A                | Raffaele Russo           | Albissola          | fine prestito               |
| A                | Gennaro Tutino           | Cosenza            | fine prestito               |
| A                | Carlos Vinícius          | Monaco             | fine prestito               |
| A                | Alessio Zerbin           | Viterbese          | fine prestito               |

| Cessioni         | Cessioni                 | Cessioni        | Cessioni                                        |
| R.               | Nome                     | a               | Modalità                                        |
| ---------------- | ------------------------ | --------------- | ----------------------------------------------- |
| D                | Raul Albiol              | Villarreal      | definitivo                                      |
| D                | Vlad Chiricheș           | Sassuolo        | prestito con obbligo di riscatto                |
| C                | Amadou Diawara           | Roma            | definitivo (21 milioni €)                       |
| A                | Adam Ounas               | Nizza           | prestito con diritto di riscatto                |
| A                | Simone Verdi             | Torino          | prestito con obbligo di riscatto (22 milioni €) |
| Altre operazioni |                          |                 |                                                 |
| R.               | Nome                     | da              | Modalità                                        |
| P                | Luigi Sepe               | Parma           | prestito con obbligo di riscatto                |
| P                | Nikita Contini           | Virtus Entella  | prestito                                        |
| P                | Davide Marfella          | Bari            | definitivo                                      |
| P                | Maurizio Schaeper        |                 | svincolato                                      |
| D                | Armando Anastasio        | Monza           | definitivo                                      |
| D                | Filippo Costa            | Bari            | prestito biennale                               |
| D                | Luigi D'Ignazio          | Cavese          | prestito                                        |
| D                | Giuseppe Esposito        | Bari            | definitivo                                      |
| D                | Igor Łasicki             | Pogon Szczeicin | definitivo                                      |
| D                | Francesco Mezzoni        | Carrarese       | prestito                                        |
| D                | Pio Schiavi              | Imolese         | prestito                                        |
| C                | Michael Folorunsho       | Bari            | prestito biennale                               |
| C                | Alberto Grassi           | Parma           | prestito con obbligo di riscatto                |
| C                | Zinédine Machach         | Cosenza         | prestito                                        |
| C                | Luca Palmiero            | Pescara         | prestito                                        |
| C                | Mario Francesco Prezioso | Vibonese        | prestito                                        |
| C                | Marko Rog                | Cagliari        | prestito con obbligo di riscatto (15 milioni €) |
| A                | Alfredo Bifulco          | Juve Stabia     | prestito                                        |
| A                | Eugenio D'Ursi           | Bari            | prestito biennale                               |
| A                | Franco Ferrari           | Bari            | prestito biennale                               |
| A                | Roberto Inglese          | Parma           | prestito con obbligo di riscatto (20 milioni €) |
| A                | Roberto Insigne          | Benevento       | riscatto, definitivo                            |
| A                | Luigi Liguori            | Fermana         | prestito                                        |
| A                | Antonio Negro            | Pontedera       | definitivo                                      |
| A                | Raffaele Russo           | Pro Vercelli    | prestito                                        |
| A                | Gennaro Tutino           | Hellas Verona   | prestito                                        |
| A                | Carlos Vinicius          | Benfica         | definitivo                                      |
| A                | Alessio Zerbin           | Cesena          | prestito                                        |

### Sessione invernale(dal 2 gennaio al 31 gennaio)
| Acquisti         | Acquisti          | Acquisti   | Acquisti                         |
| R.               | Nome              | da         | Modalità                         |
| ---------------- | ----------------- | ---------- | -------------------------------- |
| C                | Diego Demme       | RB Lipsia  | definitivo (10,2 milioni €)      |
| C                | Stanislav Lobotka | Celta Vigo | definitivo (20,9 milioni €)      |
| A                | Matteo Politano   | Inter      | prestito con obbligo di riscatto |
| Altre operazioni |                   |            |                                  |
| R.               | Nome              | da         | Modalità                         |
| D                | Francesco Mezzoni | Carrarese  | risoluzione prestito             |
| D                | Amir Rrahmani     | Verona     | definitivo (14,2 milioni €)      |
| A                | Andrea Petagna    | SPAL       | definitivo (16,6 milioni €)      |
| A                | Gennaro Tutino    | Verona     | risoluzione prestito             |

| Cessioni         | Cessioni          | Cessioni      | Cessioni                         |
| R.               | Nome              | a             | Modalità                         |
| ---------------- | ----------------- | ------------- | -------------------------------- |
| D                | Lorenzo Tonelli   | Sampdoria     | prestito con obbligo di riscatto |
| C                | Amato Ciciretti   | Empoli        | prestito con diritto di riscatto |
| C                | Gianluca Gaetano  | Cremonese     | prestito                         |
| A                | Leandrinho        | RB Bragantino | prestito con diritto di riscatto |
| Altre operazioni |                   |               |                                  |
| R.               | Nome              | a             | Modalità                         |
| D                | Francesco Mezzoni | Pontedera     | prestito                         |
| D                | Amir Rrahmani     | Verona        | prestito                         |
| A                | Andrea Petagna    | SPAL          | prestito                         |
| A                | Gennaro Tutino    | Empoli        | prestito                         |

## Risultati

### Serie A

#### Girone di andata
| Arbitro: | Massa (Imperia) |

|                                             |           |                                                     |
| Pulgar 9’ (rig.) Milenkovic 52’ Boateng 65’ | Marcatori | 38’ Mertens 42’ (rig.), 67’ L. Insigne 56’ Callejón |

| Arbitro: | Orsato (Schio) |

|                                                              |           |                                       |
| Danilo 16’ Higuaín 19’ C. Ronaldo 62’ Koulibaly 90+2’ (aut.) | Marcatori | 66’ Manōlas 68’ Lozano 81’ Di Lorenzo |

| Arbitro: | La Penna (Roma) |

|                  |           |  |
| Mertens 13’, 67’ | Marcatori |  |

| Arbitro: | Piccinini (Forlì) |

|                         |           |                                                  |
| Mar. Mancosu 62’ (rig.) | Marcatori | 28’, 82’ Llorente 40’ (rig.) L. Insigne 52’ Ruiz |

| Arbitro: | Di Bello (Brindisi) |

|  |           |            |
|  | Marcatori | 87’ Castro |

| Arbitro: | Manganiello (Pinerolo) |

|                           |           |               |
| Mertens 13’ Manōlas 45+4’ | Marcatori | 67’ Balotelli |

| Torino 6 ottobre 2019, ore 18:00 CEST 7ª giornata | Torino        | 0 – 0 referto | Napoli | Stadio Olimpico Grande Torino (28 177 spett.)\| Arbitro: \| Doveri (Roma) \| |
| Arbitro:                                          | Doveri (Roma) |               |        |                                                                              |

| Arbitro: | Piccinini (Forlì) |

|                |           |  |
| Milik 37’, 67’ | Marcatori |  |

| Arbitro: | La Penna (Roma) |

|            |           |          |
| Kurtić 16’ | Marcatori | 9’ Milik |

| Arbitro: | Giacomelli (Trieste) |

|                          |           |                        |
| Maksimović 16’ Milik 71’ | Marcatori | 41’ Freuler 86’ Iličić |

| Arbitro: | Rocchi (Firenze) |

|                                 |           |           |
| Zaniolo 19’ Veretout 55’ (rig.) | Marcatori | 72’ Milik |

| Napoli 9 novembre 2019, ore 20:45 CET 12ª giornata | Napoli             | 0 – 0 referto | Genoa | Stadio San Paolo (22 947 spett.)\| Arbitro: \| Calvarese (Teramo) \| |
| Arbitro:                                           | Calvarese (Teramo) |               |       |                                                                      |

| Arbitro: | Orsato (Schio) |

|                 |           |            |
| Bonaventura 29’ | Marcatori | 24’ Lozano |

| Arbitro: | Pasqua (Tivoli) |

|              |           |                            |
| Llorente 41’ | Marcatori | 58’ Skov Olsen 80’ Sansone |

| Arbitro: | Mariani (Aprilia) |

|             |           |               |
| Lasagna 32’ | Marcatori | 69’ Zieliński |

| Arbitro: | Di Bello (Brindisi) |

|           |           |                              |
| Milik 64’ | Marcatori | 4’ Kulusevski 90+3’ Gervinho |

| Arbitro: | Chiffi (Padova) |

|            |           |                               |
| Traorè 29’ | Marcatori | 57’ Allan 90+4’ (aut.) Obiang |

| Arbitro: | Doveri (Roma) |

|           |           |                              |
| Milik 39’ | Marcatori | 14’, 33’ Lukaku 62’ Martínez |

| Arbitro: | Orsato (Schio) |

|              |           |  |
| Immobile 82’ | Marcatori |  |

#### Girone di ritorno
| Arbitro: | Pasqua (Tivoli) |

|  |           |                         |
|  | Marcatori | 26’ Chiesa 74’ Vlahović |

| Arbitro: | Mariani (Aprilia) |

|                              |           |                |
| Zieliński 63’ L. Insigne 86’ | Marcatori | 90’ C. Ronaldo |

| Arbitro: | La Penna (Roma) |

|                                        |           |                                            |
| Quagliarella 26’ Gabbiadini 73’ (rig.) | Marcatori | 3’ Milik 16’ Elmas 83’ Demme 90+8’ Mertens |

| Arbitro: | Giua (Olbia) |

|                        |           |                                    |
| Milik 49’ Callejón 90’ | Marcatori | 29’, 61’ Lapadula 82’ Mar. Mancosu |

| Arbitro: | Doveri (Roma) |

|  |           |             |
|  | Marcatori | 65’ Mertens |

| Arbitro: | Orsato (Schio) |

|                |           |                                |
| Chancellor 26’ | Marcatori | 49’ (rig.) L. Insigne 54’ Ruiz |

| Arbitro: | Mariani (Aprilia) |

|                            |           |             |
| Manolas 19’ Di Lorenzo 82’ | Marcatori | 90+1’ Edera |

| Arbitro: | Pasqua (Tivoli) |

|  |           |                      |
|  | Marcatori | 38’ Milik 90’ Lozano |

| Arbitro: | Pairetto (Nichelino) |

|                                    |           |             |
| Mertens 4’ Callejón 36’ Younes 78’ | Marcatori | 31’ Petagna |

| Arbitro: | Doveri (Roma) |

|                        |           |  |
| Pašalić 47’ Gosens 55’ | Marcatori |  |

| Arbitro: | Rocchi (Firenze) |

|                             |           |                |
| Callejón 55’ L. Insigne 82’ | Marcatori | 60’ Mkhitaryan |

| Arbitro: | Mariani (Aprilia) |

|               |           |                          |
| Goldaniga 49’ | Marcatori | 45+1’ Mertens 66’ Lozano |

| Arbitro: | La Penna (Roma) |

|                            |           |                                 |
| Di Lorenzo 34’ Mertens 60’ | Marcatori | 20’ Hernández 73’ (rig.) Kessie |

| Arbitro: | Piccinini (Forlì) |

|            |           |            |
| Barrow 80’ | Marcatori | 7’ Manolas |

| Arbitro: | Chiffi (Padova) |

|                          |           |             |
| Milik 31’ Politano 90+5’ | Marcatori | 22’ De Paul |

| Arbitro: | Giua (Olbia) |

|                                            |           |                       |
| Caprari 45+3’ (rig.) Kulusevski 87’ (rig.) | Marcatori | 54’ (rig.) L. Insigne |

| Arbitro: | Aureliano (Bologna) |

|                      |           |  |
| Hysaj 8’ Allan 90+3’ | Marcatori |  |

| Arbitro: | Valeri (Roma) |

|                             |           |  |
| D'Ambrosio 11’ Martínez 74’ | Marcatori |  |

| Arbitro: | Calvarese (Teramo) |

|                                              |           |              |
| Ruiz 9’ L. Insigne 54’ (rig.) Politano 90+3’ | Marcatori | 22’ Immobile |

### Coppa Italia

#### Fase finale
| Arbitro: | Massimi (Termoli) |

|                                   |           |  |
| L. Insigne 26’ (rig.), 38’ (rig.) | Marcatori |  |

| Arbitro: | Massa (Imperia) |

|               |           |  |
| L. Insigne 2’ | Marcatori |  |

| Arbitro: | Calvarese (Teramo) |

|  |           |          |
|  | Marcatori | 57’ Ruiz |

| Arbitro: | Rocchi (Firenze) |

|             |           |            |
| Mertens 41’ | Marcatori | 2’ Eriksen |

| Arbitro: | Doveri (Roma) |

|                                      |                      |                                 |
| L. Insigne Politano Maksimović Milik | Tiri di rigore 4 – 2 | Dybala D. Danilo Bonucci Ramsey |

### UEFA Champions League

#### Fase a gironi
| Arbitro: | Brych |

|                                   |           |  |
| Mertens 82’ (rig.) Llorente 90+2’ | Marcatori |  |

| Genk 2 ottobre 2019, ore 18:55 CEST 2ª giornata | Genk   | 0 – 0 referto | Napoli | Luminus Arena (19 962 spett.)\| Arbitro: \| Kovács \| |
| Arbitro:                                        | Kovács |               |        |                                                       |

| Arbitro: | Turpin |

|                        |           |                                 |
| Håland 40’ (rig.), 72’ | Marcatori | 17’, 64’ Mertens 73’ L. Insigne |

| Arbitro: | Marciniak |

|            |           |                   |
| Lozano 44’ | Marcatori | 11’ (rig.) Håland |

| Arbitro: | del Cerro Grande |

|            |           |             |
| Lovren 65’ | Marcatori | 21’ Mertens |

| Arbitro: | Çakır |

|                                              |           |  |
| Milik 3’, 26’, 38’ (rig.) Mertens 75’ (rig.) | Marcatori |  |

#### Fase a eliminazione diretta
| Arbitro: | Brych |

|             |           |               |
| Mertens 30’ | Marcatori | 57’ Griezmann |

| Arbitro: | Çakır |

|                                           |           |                         |
| Lenglet 10’ Messi 23’ Suárez 45+1’ (rig.) | Marcatori | 45+5’ (rig.) L. Insigne |

## Statistiche finali

### Statistiche di squadra
| Competizione          | Punti | In casa | In casa | In casa | In casa | In casa | In casa | In trasferta | In trasferta | In trasferta | In trasferta | In trasferta | In trasferta | Totale | Totale | Totale | Totale | Totale | Totale | DR  |
| Competizione          | Punti | G       | V       | N       | P       | Gf      | Gs      | G            | V            | N            | P            | Gf           | Gs           | G      | V      | N      | P      | Gf     | Gs     | DR  |
| --------------------- | ----- | ------- | ------- | ------- | ------- | ------- | ------- | ------------ | ------------ | ------------ | ------------ | ------------ | ------------ | ------ | ------ | ------ | ------ | ------ | ------ | --- |
| Serie A               | 62    | 19      | 10      | 3       | 6       | 31      | 24      | 19           | 8            | 5            | 6            | 30           | 26           | 38     | 18     | 8      | 12     | 61     | 50     | +11 |
| Coppa Italia          | -     | 3       | 2       | 1       | 0       | 4       | 1       | 1            | 1            | 0            | 0            | 1            | 0            | 5      | 3      | 2      | 0      | 5      | 1      | +4  |
| UEFA Champions League | 12    | 4       | 2       | 2       | 0       | 8       | 2       | 4            | 1            | 2            | 1            | 5            | 6            | 8      | 3      | 4      | 1      | 13     | 8      | +5  |
| Totale                | -     | 26      | 14      | 6       | 6       | 43      | 27      | 24           | 10           | 7            | 7            | 36           | 32           | 51     | 24     | 14     | 13     | 79     | 59     | +20 |

### Andamento in campionato
| Giornata  | 1 | 2 | 3 | 4 | 5 | 6 | 7 | 8 | 9 | 10 | 11 | 12 | 13 | 14 | 15 | 16 | 17 | 18 | 19 | 20 | 21 | 22 | 23 | 24 | 25 | 26 | 27 | 28 | 29 | 30 | 31 | 32 | 33 | 34 | 35 | 36 | 37 | 38 |
| --------- | - | - | - | - | - | - | - | - | - | -- | -- | -- | -- | -- | -- | -- | -- | -- | -- | -- | -- | -- | -- | -- | -- | -- | -- | -- | -- | -- | -- | -- | -- | -- | -- | -- | -- | -- |
| Luogo     | T | T | C | T | C | C | T | C | T | C  | T  | C  | T  | C  | T  | C  | T  | C  | T  | C  | C  | T  | C  | T  | T  | C  | T  | C  | T  | C  | T  | C  | T  | C  | T  | C  | T  | C  |
| Risultato | V | P | V | V | P | V | N | V | N | N  | P  | N  | N  | P  | N  | P  | V  | P  | P  | P  | V  | V  | P  | V  | V  | V  | V  | V  | P  | V  | V  | N  | N  | V  | P  | V  | P  | V  |
| Posizione | 3 | 8 | 4 | 3 | 4 | 4 | 4 | 4 | 4 | 6  | 7  | 7  | 7  | 7  | 7  | 8  | 8  | 8  | 11 | 11 | 10 | 10 | 11 | 9  | 6  | 6  | 6  | 6  | 6  | 6  | 6  | 6  | 6  | 6  | 7  | 7  | 7  | 7  |

Fonte:  Serie A – Classifiche, su sport.sky.it, Sky Sport. URL consultato il 17 agosto 2019 (archiviato dall'url originale l'11 settembre 2014).
Legenda:

Luogo: C = Casa; T = Trasferta. Risultato: V = Vittoria; N = Pareggio; P = Sconfitta.

### Statistiche dei giocatori
| Giocatore     | Serie A  | Serie A | Serie A     | Serie A    | Coppa Italia | Coppa Italia | Coppa Italia | Coppa Italia | Champions League | Champions League | Champions League | Champions League | Totale   | Totale | Totale      | Totale     |
| Giocatore     | Presenze | Reti    | Ammonizioni | Espulsioni | Presenze     | Reti         | Ammonizioni  | Espulsioni   | Presenze         | Reti             | Ammonizioni      | Espulsioni       | Presenze | Reti   | Ammonizioni | Espulsioni |
| ------------- | -------- | ------- | ----------- | ---------- | ------------ | ------------ | ------------ | ------------ | ---------------- | ---------------- | ---------------- | ---------------- | -------- | ------ | ----------- | ---------- |
| Allan         | 23       | 2       | 3           | 0          | 4            | 0            | 0            | 0            | 6                | 0                | 1                | 0                | 33       | 2      | 4           | 0          |
| A. Ciciretti  | 0        | 0       | 0           | 0          | 0            | 0            | 0            | 0            | 0                | 0                | 0                | 0                | 0        | 0      | 0           | 0          |
| J. Callejón   | 33       | 4       | 2           | 0          | 5            | 0            | 0            | 0            | 7                | 0                | 0                | 0                | 45       | 4      | 2           | 0          |
| D. Demme      | 15       | 1       | 4           | 0          | 5            | 0            | 0            | 0            | 2                | 0                | 0                | 0                | 22       | 1      | 4           | 0          |
| G. Di Lorenzo | 33       | 3       | 4           | 0          | 5            | 0            | 0            | 0            | 8                | 0                | 0                | 0                | 46       | 3      | 4           | 0          |
| G. Gaetano    | 0        | 0       | 0           | 0          | 0            | 0            | 0            | 0            | 1                | 0                | 0                | 0                | 1        | 0      | 0           | 0          |
| E. Elmas      | 26       | 1       | 5           | 0          | 5            | 0            | 1            | 0            | 5                | 0                | 0                | 0                | 36       | 1      | 6           | 0          |
| F. Ghoulam    | 9        | 0       | 2           | 0          | 0            | 0            | 0            | 0            | 0                | 0                | 0                | 0                | 9        | 0      | 2           | 0          |
| E. Hysaj      | 20       | 1       | 3           | 0          | 4            | 0            | 2            | 1            | 0                | 0                | 0                | 0                | 24       | 1      | 5           | 1          |
| O. Karnezīs   | 0        | 0       | 0           | 0          | 0            | 0            | 0            | 0            | 0                | 0                | 0                | 0                | 0        | 0      | 0           | 0          |
| K. Koulibaly  | 25       | 0       | 3           | 1          | 2            | 0            | 0            | 0            | 7                | 0                | 2                | 0                | 34       | 0      | 5           | 1          |
| L. Insigne    | 37       | 8       | 1           | 0          | 4            | 3            | 0            | 0            | 5                | 2                | 1                | 0                | 46       | 13     | 2           | 0          |
| S. Lobotka    | 14       | 0       | 0           | 0          | 1            | 0            | 0            | 0            | 1                | 0                | 0                | 0                | 16       | 0      | 0           | 0          |
| H. Lozano     | 26       | 4       | 1           | 0          | 1            | 0            | 0            | 0            | 7                | 1                | 0                | 0                | 34       | 5      | 1           | 0          |
| F. Llorente   | 17       | 3       | 1           | 0          | 1            | 0            | 0            | 0            | 6                | 1                | 2                | 0                | 24       | 4      | 3           | 0          |
| S. Luperto    | 9        | 0       | 2           | 0          | 1            | 0            | 0            | 0            | 2                | 0                | 0                | 0                | 12       | 0      | 2           | 0          |
| N. Maksimović | 22       | 1       | 3           | 1          | 3            | 0            | 0            | 0            | 3                | 0                | 0                | 0                | 28       | 1      | 3           | 1          |
| K. Malcuit    | 4        | 0       | 0           | 0          | 0            | 0            | 0            | 0            | 2                | 0                | 1                | 0                | 6        | 0      | 1           | 0          |
| K. Manōlas    | 26       | 4       | 2           | 0          | 3            | 0            | 1            | 0            | 6                | 0                | 0                | 0                | 35       | 4      | 3           | 0          |
| A. Meret      | 22       | -33     | 0           | 0          | 1            | 0            | 0            | 0            | 6                | -4               | 0                | 0                | 29       | -37    | 0           | 0          |
| D. Mertens    | 31       | 9       | 4           | 0          | 3            | 1            | 0            | 0            | 8                | 6                | 0                | 0                | 42       | 16     | 4           | 0          |
| A. Milik      | 26       | 11      | 4           | 0          | 4            | 0            | 0            | 0            | 5                | 3                | 1                | 0                | 35       | 14     | 5           | 0          |
| D. Ospina     | 17       | -17     | 0           | 0          | 4            | -1           | 1            | 0            | 2                | -4               | 0                | 0                | 23       | -22    | 1           | 0          |
| M. Politano   | 15       | 2       | 1           | 0          | 3            | 0            | 0            | 0            | 1                | 0                | 0                | 0                | 19       | 2      | 1           | 0          |
| M. Rui        | 24       | 0       | 6           | 0          | 4            | 0            | 1            | 0            | 8                | 0                | 1                | 0                | 36       | 0      | 8           | 0          |
| F. Ruiz       | 33       | 3       | 2           | 0          | 5            | 1            | 1            | 0            | 8                | 0                | 1                | 0                | 46       | 4      | 4           | 0          |
| A. Younes     | 9        | 1       | 1           | 0          | 1            | 0            | 0            | 0            | 1                | 0                | 0                | 0                | 11       | 1      | 1           | 0          |
| P. Zieliński  | 37       | 2       | 4           | 0          | 5            | 0            | 0            | 0            | 7                | 0                | 1                | 0                | 49       | 2      | 5           | 0          |
| L. Tonelli    | 0        | 0       | 0           | 0          | 0            | 0            | 0            | 0            | 0                | 0                | 0                | 0                | 0        | 0      | 0           | 0          |